# Australomimetus hannemanni
Espèce
Synonymes
- Mimetus hannemanni Heimer, 1989

Australomimetus hannemanni est une espèce d'araignées aranéomorphes de la famille des Mimetidae.

## Distribution
Cette espèce est endémique du Queensland en Australie.

## Description
La carapace du mâle holotype mesure 2,4 mm de long sur 1,9 mm et l'abdomen 2,2 mm de long sur 1,5 mm.

## Étymologie
Cette espèce est nommée en l'honneur de Hans-Joachim Hannemann.

## Publication originale
- Heimer, 1989 : Some new mimetid spiders from north Queensland, Australia (Arachnida, Araneae, Mimetidae). Memoirs of the Queensland Museum, vol. 27, p. 433-435 (texte intégral).